# Uscibene

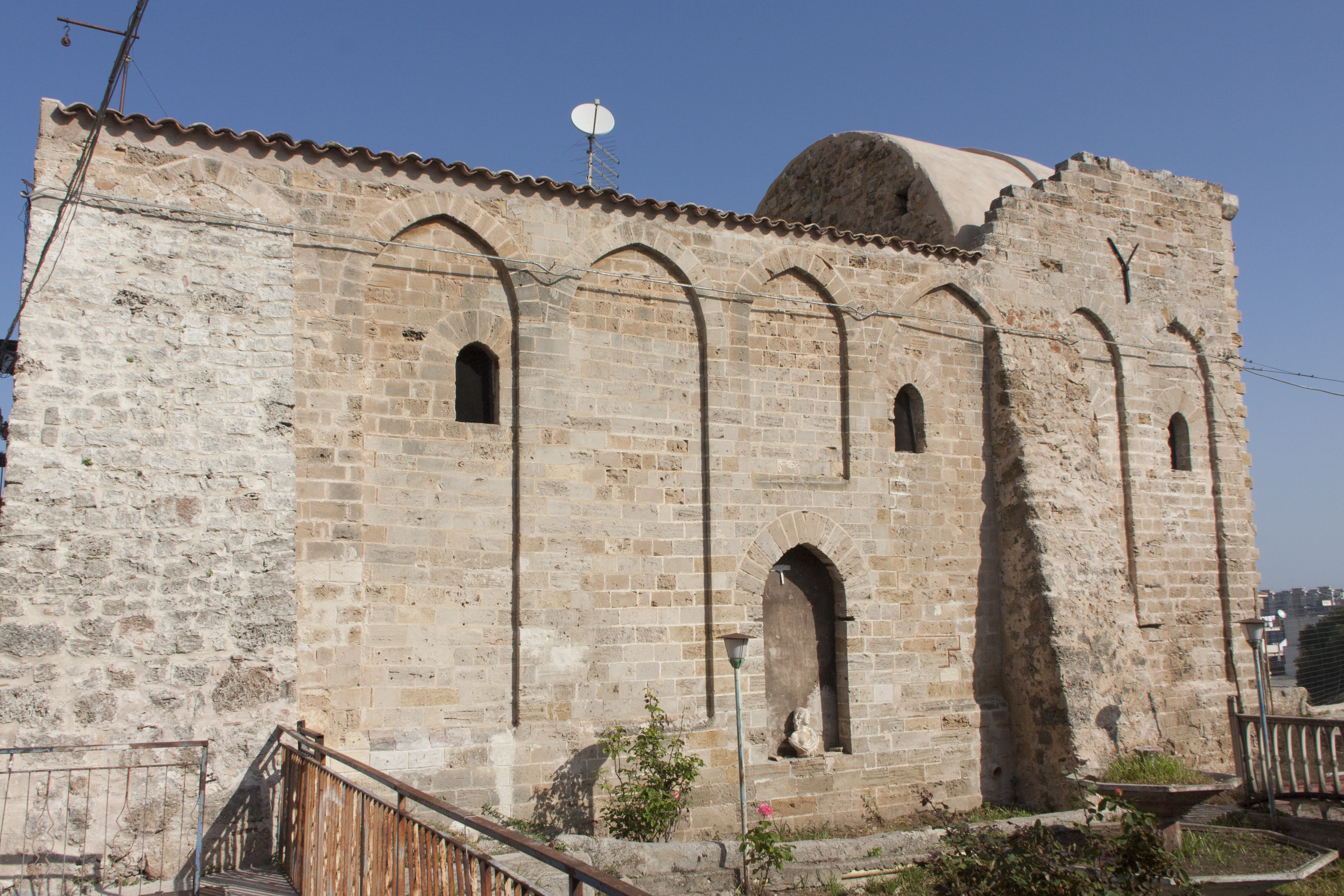
Castello dell’Uscibene

Uscibene (auch Castello dell’Uscibene oder Palazzo dell’Uscibene genannt) war ein Schloss der normannischen Könige Siziliens im Westen von Palermo. Es lag wie die Schlösser Zisa, Cuba Soprana und Cuba Sottana in dem königlichen Park außerhalb der Stadt, wo heute der Stadtteil Altarello liegt.

## Geschichte
Erbaut wurde das Schloss in der Mitte des 12. Jahrhunderts. In zeitgenössischen Urkunden wird es auch Xibene, Scibene oder Sirbene genannt, im 19. Jahrhundert war das Schloss unter dem Namen Palazzo Menani bekannt.
Im Laufe der Jahrhunderte verschwanden die Reste des Schlosses unter Schutt, so dass sie jetzt nach der Freilegung in einer Mulde liegen.

## Beschreibung
Von dem Hauptgebäude sind nur noch Reste des Erdgeschosses erhalten, es war aber vermutlich mehrgeschossig. Von der Mitte der Hauptfassade des Schlosses aus gelangt man direkt in den Hauptsaal, der mit einem Kreuzgewölbe gedeckt ist und auf seinen beiden Seiten und an seiner Rückwand je eine rechteckige Nische aufweist. Die Nische an der Rückwand war mit einer Muqarnas abgeschlossen, von der jedoch nur noch wenige Spuren erhalten sind. Von einem Spalt in der Rückwand aus floss ähnlich wie bei dem Schloss La Zisa Wasser in einem Kanal durch den Hauptsaal und das Eingangsportal in ein Becken vor dem Schloss.
Aus den beiden Seitennischen gelangt man in kleinere Seitenräume, die über einen Gang hinter dem Hauptsaal miteinander verbunden sind. An die Seitenräume schließt sich links ein rechteckiger überwölbter Raum an, rechts sind es zwei große, etwa quadratische Räume.
Von der Kapelle sind lediglich die Fassade und eine mit Blendbögen gegliederte Seitenwand erhalten. Im Innern sind noch Teile der ehemaligen Holzdecke zu erkennen.